# Pelargus (Kunstgießerfamilie)
Die Familie Pelargus war eine seit dem 18. Jahrhundert bekannte Stuttgarter Glocken- und Zinngießerfamilie. 
Unter Hugo Pelargus trug der Betrieb den Titel „Hugo Pelargus, Königlich Württembergischer Hoferzgießer, Kunst- und Metallgießerei Stuttgart“. Denkmäler, Statuen, Büsten, Reliefs  gehörten zum zeittypischen Produktionsprogramm, aber auch technischer Guss.
Joseph Ludwig Pelargus (1710–1785) übernahm im Jahre 1742 die Werkstatt seines Schwiegervaters und wurde unter Herzog Carl Eugen Hofzinngießer. Damit begründete er eine über vier Generationen dauernde Familientradition der Zinngießerei, die mit Christian Ludwig Pelargus III (1812–1888) ihr Ende fand.
Zusammen mit der Erzgießerei Pelargus, die von 1845 bis 1928 bestand, brachte die Familie Pelargus sechs Generationen  von Zinn- und Erzgießern hervor. An die Familie Pelargus erinnert seit 1938 die Pelargusstraße in Stuttgart-Süd.

## Zinngießerei
- Joseph Ludwig Pelargus (1710–1785), Meister 1742, Hofzinngießer und Obermeister
- Christian Ludwig Pelargus I (1751–1796), Sohn von Joseph Ludwig, Meister 1769, Hof- und Militärakademiezinngießer 1778
- Christian Ludwig Pelargus II (1783–1843), Sohn von Christian Ludwig I, Meister 1802, Hofzinngießer 1822, Obermeister 1832
- Wilhelm Ludwig Pelargus (1789–1867), Sohn von Christian Ludwig I, Meister 1815, Vorstand der Stuttgarter Zinngießer 1846
- Christian Ludwig Pelargus III (1812–1888), Sohn von Christian Ludwig II

## Erzgießerei
- Wilhelm Pelargus (1820–1901), Sohn von Wilhelm Ludwig
- Hugo Pelargus (1861–1931), Sohn von Wilhelm